# قزل‌گزمه
قزل‌گزمه (به ترکی آذربایجانی: Qızılqazma) یک منطقهٔ مسکونی در جمهوری آذربایجان است که در شهرستان شابران واقع شده‌است.